# 劉葵 (萬曆武進士)
劉葵（16世紀—17世紀），字明卿，號六長，湖廣長沙府攸縣人，明朝軍事人物。

## 生平
劉葵身長六尺、臂力過人，熟習騎射而精於文字，棄諸生考獲萬曆三十一年（1603年）的武舉人，次年（1604年）聯捷武進士，擔任廣東虎頭衛守備。當時瓊州、雷州二府黎族人作亂，朝廷加其官為葵昭武將軍討伐，因為戰事失利被降級，很快奉命仍加原爵，並平定黎族人。朝廷當權者顧忌其功績不如實上報，他也不久辭官回鄉，治扁舟、儲茶鐺，筆床浮烟，長年遊歷不回家，同行者不是僧侶就是布衣，達官貴人很少伴隨，熊廷弼、陳繼儒都仰慕納交，作詩近萬首，有《四時舟居集》流傳。

## 引用
1. 1 2  同治《攸縣志·卷三十九·人物》：劉葵，字明卿，身長六尺，因號六長，棄諸生中武科，登萬歷甲辰進士，任廣東虎頭衛守備。時瓊州雷州二府黎人寇亂，加葵昭武將軍進征，因統軍失利鐫級，旋奉勅仍加原爵，卒平黎寇；當事有忌其功者不具實題奏，未幾解任回籍，治扁舟、畜茶鐺，筆床浮烟，破浪經旬不返，所侶者非緇徒即布衣，貴游鮮得與狎。肆力吟咏詩近萬首，著有《四時舟居集》。
2. ↑  同治《攸縣志·卷三十六·選舉》：武科 進士 明 萬歷甲辰科 劉葵 廣東虎頭衛守備，征瓊雷二府黎人有功績，授昭武將軍、輕騎都尉……舉人……明 萬歷癸卯科……劉葵 見甲科
3. ↑  乾隆《長沙府志·卷二十九·人物 明》：劉葵，攸縣人，身長六尺，遂號六長，棄諸生中武進士。膂力過人，習騎射、精書翰、使氣嫉惡，於粵為仇家所中解組歸；治扁舟、畜茶鐺，筆床浮烟，破浪經旬不返，所侶緇徒布衣，貴游鮮得與者。肆力吟咏，援筆立就，時經畧熊廷弼、徵君陳繼儒皆慕而納交。
4. ↑  嘉慶《湖南通志·卷一百三十一·人物七》：劉葵，攸人，萬歷甲辰武進士，官廣東虎頭衛守備。身長六尺，膂力過人，兼精書翰，嫉惡甚嚴；為讎家所中解組歸，治扁舟與名士游。 楚風補